# Aptos (Schriftart)
Aptos, ursprünglich Bierstadt, ist eine statische Grotesk-Schriftart. Sie ist die Standardschrift von Microsoft Office und ist in dieser Funktion Nachfolgerin von Calibri.

## Geschichte
Bierstadt wurde nach dem Mount Bierstadt in den Rocky Mountains benannt. Dabei orientiert sie sich an typischen Schweizer Schriftarten aus der Mitte des 20. Jahrhunderts. Der Name soll einen Bezug zur Schriftart Helvetica hervorrufen.
Bierstadt wurde von Steven R. Matteson designt und 2021 mit vier anderen neuen Schriftarten (Grandview, Seaford, Skeena, Tenorite) für die Microsoft-Office-Anwendungen veröffentlicht. Dadurch galt Bierstadt als möglicher Nachfolger für die 2007 eingeführte Standardschriftart Calibri von Microsoft Office.
Im Juli 2023 gab Microsoft bekannt, dass Bierstadt der Nachfolger von Calibri wird, dazu allerdings in Aptos umbenannt wird, nach dem gleichnamigen Ort an der kalifornischen Pazifikküste.